# نوریو شیویاما
نوریو شیویاما (انگلیسی: Norio Shioyama; ۲۸ مارس ۱۹۴۰. – ۱۳ آوریل ۲۰۱۷) پویانما، تصویرگر، طراح شخصیت، کارگردان پویانمایی اهل ژاپن بود.